# Neotragus pygmaeus
O antílope-real (Neotragus pygmaeus) é um antílope encontrado nas florestas da Costa do Marfim, Serra Leoa, Guiné e Libéria. É o menor antílope do mundo. Foi descrito por Carl Linnaeus em 1758. Tem apenas 25 cm à altura do ombro e pesa de 2,5 a 3,0 kg. Uma característica são as patas longas e finas, tendo as patas traseiras um comprimento muito superior às da frente.